# Port Vale Football Club
Il Port Vale Football Club è un club calcistico inglese con sede a Stoke-on-Trent.
Non è nota la sua data esatta di fondazione: benché esistente nel tardo XIX secolo, il suo più remoto atto di formazione certificato risale al 1907, ma si presume che il primo nucleo del club nacque tra il 1876 e il 1879. Milita in Football League One, la terza divisione del campionato inglese.
Le rivalità più accese sono quelle con Stoke City e Crewe Alexandra (formazione del Cheshire).
Il club, mai militante in prima divisione (è il club con la più lunga militanza in seconda divisione, 113 campionati, a non avere mai raggiunto la promozione nella massima categoria), vanta una semifinale di FA Cup nel 1954.

## Allenatori
- Gordon Hodgson (1946-1951)
- Ivor Powell (1951)
- Frederick Steele (1951-1957)
- Norman Low (1957-1962)
- Frederick Steele (1962-1965)
- Jackie Mudie (1965-1967)
- Stanley Matthews (1967-1968)
- Dennis Butler (1978-1979)
- Bill Bentley (1979)
- Alan Bloor (1979)
- John Rudge (1983-1999)
- Brian Horton (1999-2004)
- Lee Sinnott (2007-2008)
- Micky Adams (2009-2010)
- Geoff Horsfield (2010-2011) (Interim)
- Jim Gannon (2011)
- Micky Adams (2011-2014)
- Robert Page (2014-2016)
- Bruno Ribeiro (2016)
- Michael Brown (2016-2017)
- David Thomas Kelly (2017) (Interim)
- Chris Morgan (2017) (Interim)
- Neil Aspin (2017-2019)
- Danny Pugh (2019) (Interim)
- Danny Pugh (2021) (Interim)
- Darrell Clarke (2021-)

## Palmarès

### Competizioni nazionali
- Third Division North: 2

1929–1930, 1953-1954
- Campionato inglese di quarta divisione: 1

1958-1959
- Football League Trophy: 2

1992-1993, 2000-2001

### Competizioni regionali
- Birmingham Senior Cup: 1

1912-1913
- Staffordshire Senior Cup: 7

1897-1898, 1911-1912, 1919-1920, 1946-1947, 1948-1949, 1952-1953, 2000-2001

### Altri piazzamenti
- Coppa d'Inghilterra:

Semifinalista: 1953-1954
- Coppa Anglo-Italiana:

Finalista: 1995-1996
- Third Division:

Secondo posto: 1993-1994
Terzo posto: 1962-1963, 1988-1989, 1992-1993
- Third Division North:

Secondo posto: 1952-1953
- Campionato inglese di quarta divisione:

Terzo posto: 1982-1983, 2012-2013, 2024-2025
Promozione: 1969-1970, 1985-1986
- Coppa del Galles:

Semifinalista: 1933-1934

## Organico

### Rosa 2024-2025
Aggiornato al 5 dicembre 2024.
| N. |                             | Ruolo | Calciatore            |
| -- | --------------------------- | ----- | --------------------- |
| 1  | Inghilterra (bandiera)      | P     | Aidan Stone           |
| 2  | Inghilterra (bandiera)      | D     | Lewis Cass            |
| 3  | Inghilterra (bandiera)      | D     | Dan Jones             |
| 5  | Irlanda del Nord (bandiera) | D     | Kofi Balmer           |
| 6  | Inghilterra (bandiera)      | D     | Nathan Smith          |
| 7  | Scozia (bandiera)           | C     | George Byers          |
| 8  | Inghilterra (bandiera)      | C     | Ben Garrity           |
| 9  | Inghilterra (bandiera)      | A     | James Wilson          |
| 10 | Inghilterra (bandiera)      | C     | Tom Conlon (capitano) |
| 13 | Inghilterra (bandiera)      | P     | Ben Amos              |
| 14 | Belgio (bandiera)           | C     | Funso Ojo             |
| 15 | Inghilterra (bandiera)      | D     | Will Forrester        |

| N. |                        | Ruolo | Calciatore         |
| -- | ---------------------- | ----- | ------------------ |
| 17 | Scozia (bandiera)      | D     | Alex Iacovitti     |
| 19 | Inghilterra (bandiera) | C     | Gavin Massey       |
| 21 | Irlanda (bandiera)     | A     | Mipo Odubeko       |
| 22 | Galles (bandiera)      | A     | Ellis Harrison     |
| 23 | Inghilterra (bandiera) | C     | Tom Pett           |
| 24 | Paesi Bassi (bandiera) | D     | Derek Agyakwa      |
| 25 | Inghilterra (bandiera) | P     | Jack Stevens       |
| 26 | Inghilterra (bandiera) | A     | Daniel Butterworth |
| 27 | Inghilterra (bandiera) | D     | Sam Robinson       |
| 30 | Scozia (bandiera)      | D     | Liam McCarron      |
| 33 | Romania (bandiera)     | C     | Dennis Politic     |
|    | Inghilterra (bandiera) | A     | Matty Taylor       |

### Rosa 2023-2024
Aggiornato al 18 marzo 2024.
| N. |                             | Ruolo | Calciatore            |
| -- | --------------------------- | ----- | --------------------- |
| 1  | Inghilterra (bandiera)      | P     | Aidan Stone           |
| 2  | Inghilterra (bandiera)      | D     | Lewis Cass            |
| 3  | Inghilterra (bandiera)      | D     | Dan Jones             |
| 5  | Irlanda del Nord (bandiera) | D     | Kofi Balmer           |
| 6  | Inghilterra (bandiera)      | D     | Nathan Smith          |
| 7  | Inghilterra (bandiera)      | C     | David Worrall         |
| 8  | Inghilterra (bandiera)      | C     | Ben Garrity           |
| 9  | Inghilterra (bandiera)      | A     | James Wilson          |
| 10 | Inghilterra (bandiera)      | C     | Tom Conlon (capitano) |
| 11 | Inghilterra (bandiera)      | C     | Alfie Devine          |
| 13 | Inghilterra (bandiera)      | A     | Jamie Proctor         |
| 14 | Belgio (bandiera)           | C     | Funso Ojo             |
| 15 | Inghilterra (bandiera)      | D     | Will Forrester        |

| N. |                        | Ruolo | Calciatore         |
| -- | ---------------------- | ----- | ------------------ |
| 17 | Scozia (bandiera)      | D     | Alex Iacovitti     |
| 19 | Inghilterra (bandiera) | C     | Gavin Massey       |
| 21 | Irlanda (bandiera)     | A     | Mipo Odubeko       |
| 22 | Galles (bandiera)      | A     | Ellis Harrison     |
| 23 | Inghilterra (bandiera) | C     | Tom Pett           |
| 24 | Paesi Bassi (bandiera) | D     | Derek Agyakwa      |
| 25 | Inghilterra (bandiera) | P     | Jack Stevens       |
| 26 | Inghilterra (bandiera) | A     | Daniel Butterworth |
| 27 | Inghilterra (bandiera) | D     | Sam Robinson       |
| 30 | Scozia (bandiera)      | D     | Liam McCarron      |
| 33 | Romania (bandiera)     | C     | Dennis Politic     |
|    | Inghilterra (bandiera) | A     | Matty Taylor       |

### Rosa 2022-2023
Aggiornato al 11 febbraio 2023.
| N. |                             | Ruolo | Calciatore            |
| -- | --------------------------- | ----- | --------------------- |
| 1  | Inghilterra (bandiera)      | P     | Aidan Stone           |
| 2  | Inghilterra (bandiera)      | D     | Lewis Cass            |
| 3  | Inghilterra (bandiera)      | D     | Dan Jones             |
| 5  | Irlanda del Nord (bandiera) | D     | Aaron Donnelly        |
| 6  | Inghilterra (bandiera)      | D     | Nathan Smith          |
| 7  | Inghilterra (bandiera)      | C     | David Worrall         |
| 8  | Inghilterra (bandiera)      | C     | Ben Garrity           |
| 9  | Inghilterra (bandiera)      | A     | James Wilson          |
| 10 | Inghilterra (bandiera)      | C     | Tom Conlon (capitano) |
| 11 | Inghilterra (bandiera)      | D     | Mal Benning           |
| 13 | Inghilterra (bandiera)      | A     | Jamie Proctor         |
| 14 | Belgio (bandiera)           | C     | Funso Ojo             |
| 15 | Inghilterra (bandiera)      | D     | Will Forrester        |

| N. |                             | Ruolo | Calciatore         |
| -- | --------------------------- | ----- | ------------------ |
| 17 | Irlanda del Nord (bandiera) | C     | Rory Holden        |
| 19 | Inghilterra (bandiera)      | C     | Gavin Massey       |
| 21 | Irlanda (bandiera)          | A     | Mipo Odubeko       |
| 22 | Galles (bandiera)           | A     | Ellis Harrison     |
| 23 | Inghilterra (bandiera)      | C     | Tom Pett           |
| 24 | Paesi Bassi (bandiera)      | D     | Derek Agyakwa      |
| 25 | Inghilterra (bandiera)      | P     | Jack Stevens       |
| 26 | Inghilterra (bandiera)      | A     | Daniel Butterworth |
| 27 | Inghilterra (bandiera)      | D     | Sam Robinson       |
| 30 | Scozia (bandiera)           | D     | Liam McCarron      |
| 33 | Romania (bandiera)          | C     | Dennis Politic     |
|    | Inghilterra (bandiera)      | A     | Matty Taylor       |

### Rosa 2021-2022
Aggiornato al 10 dicembre 2021.
| N. |                        | Ruolo | Calciatore          |
| -- | ---------------------- | ----- | ------------------- |
| 1  | Inghilterra (bandiera) | P     | Scott Brown         |
| 2  | Inghilterra (bandiera) | D     | James Gibbons       |
| 3  | Inghilterra (bandiera) | D     | Adam Crookes        |
| 4  | Inghilterra (bandiera) | C     | Luke Joyce          |
| 5  | Inghilterra (bandiera) | D     | Leon Legge          |
| 6  | Inghilterra (bandiera) | D     | Nathan Smith        |
| 7  | Inghilterra (bandiera) | C     | David Worrall       |
| 8  | Inghilterra (bandiera) | C     | Emmanuel Oyeleke    |
| 9  | Inghilterra (bandiera) | A     | Tom Pope (capitano) |
| 10 | Inghilterra (bandiera) | C     | Tom Conlon          |
| 11 | Colombia (bandiera)    | C     | Cristian Montaño    |
| 12 | Giamaica (bandiera)    | A     | Theo Robinson       |
| 13 | Inghilterra (bandiera) | A     | Mark Cullen         |

| N. |                        | Ruolo | Calciatore           |
| -- | ---------------------- | ----- | -------------------- |
| 15 | Inghilterra (bandiera) | D     | Zak Mills            |
| 16 | Inghilterra (bandiera) | D     | Shaun Brisley        |
| 17 | Galles (bandiera)      | D     | Mitchell Clark       |
| 18 | Inghilterra (bandiera) | C     | Danny Whitehead      |
| 19 | Inghilterra (bandiera) | C     | David Amoo           |
| 20 | Inghilterra (bandiera) | C     | Scott Burgess        |
| 21 | Inghilterra (bandiera) | C     | Devante Rodney       |
| 22 | Inghilterra (bandiera) | A     | Harry McKirdy        |
| 23 | Inghilterra (bandiera) | D     | Ryan Campbell-Gordon |
| 24 | Inghilterra (bandiera) | D     | David Fitzpatrick    |
| 25 | Inghilterra (bandiera) | C     | Dan Trickett-Smith   |
| 27 | Inghilterra (bandiera) | C     | Alex Hurst           |
| 30 | Sudafrica (bandiera)   | P     | Dino Visser          |

### Rosa 2020-2021
Aggiornato al 20 dicembre 2020.
| N. |                        | Ruolo | Calciatore          |
| -- | ---------------------- | ----- | ------------------- |
| 1  | Inghilterra (bandiera) | P     | Scott Brown         |
| 2  | Inghilterra (bandiera) | D     | James Gibbons       |
| 3  | Inghilterra (bandiera) | D     | Adam Crookes        |
| 4  | Inghilterra (bandiera) | C     | Luke Joyce          |
| 5  | Inghilterra (bandiera) | D     | Leon Legge          |
| 6  | Inghilterra (bandiera) | D     | Nathan Smith        |
| 7  | Inghilterra (bandiera) | C     | David Worrall       |
| 8  | Inghilterra (bandiera) | C     | Emmanuel Oyeleke    |
| 9  | Inghilterra (bandiera) | A     | Tom Pope (capitano) |
| 10 | Inghilterra (bandiera) | C     | Tom Conlon          |
| 11 | Colombia (bandiera)    | C     | Cristian Montaño    |
| 12 | Giamaica (bandiera)    | A     | Theo Robinson       |
| 13 | Inghilterra (bandiera) | A     | Mark Cullen         |

| N. |                        | Ruolo | Calciatore           |
| -- | ---------------------- | ----- | -------------------- |
| 15 | Inghilterra (bandiera) | D     | Zak Mills            |
| 16 | Inghilterra (bandiera) | D     | Shaun Brisley        |
| 17 | Galles (bandiera)      | D     | Mitchell Clark       |
| 18 | Inghilterra (bandiera) | C     | Danny Whitehead      |
| 19 | Inghilterra (bandiera) | C     | David Amoo           |
| 20 | Inghilterra (bandiera) | C     | Scott Burgess        |
| 21 | Inghilterra (bandiera) | C     | Devante Rodney       |
| 22 | Inghilterra (bandiera) | A     | Harry McKirdy        |
| 23 | Inghilterra (bandiera) | D     | Ryan Campbell-Gordon |
| 24 | Inghilterra (bandiera) | D     | David Fitzpatrick    |
| 25 | Inghilterra (bandiera) | C     | Dan Trickett-Smith   |
| 27 | Inghilterra (bandiera) | C     | Alex Hurst           |
| 30 | Sudafrica (bandiera)   | P     | Dino Visser          |

### Rosa 2019-2020
Aggiornato al 10 settembre 2019.
| N. |                        | Ruolo | Calciatore          |
| -- | ---------------------- | ----- | ------------------- |
| 1  | Inghilterra (bandiera) | P     | Scott Brown         |
| 2  | Inghilterra (bandiera) | D     | James Gibbons       |
| 3  | Colombia (bandiera)    | C     | Cristian Montano    |
| 4  | Inghilterra (bandiera) | C     | Luke Joyce          |
| 5  | Inghilterra (bandiera) | D     | Leon Legge          |
| 6  | Inghilterra (bandiera) | D     | Antony Kay          |
| 7  | Inghilterra (bandiera) | C     | David Worrall       |
| 8  | Inghilterra (bandiera) | C     | Emmanuel Oyeleke    |
| 9  | Inghilterra (bandiera) | A     | Tom Pope (capitano) |
| 10 | Inghilterra (bandiera) | A     | Ricky Miller        |
| 11 | Inghilterra (bandiera) | C     | Luke Hannant        |
| 12 | Inghilterra (bandiera) | P     | Sam Hornby          |
| 13 | Galles (bandiera)      | D     | Connell Rawlinson   |
| 14 | Inghilterra (bandiera) | A     | Scott Quigley       |

| N. |                        | Ruolo | Calciatore      |
| -- | ---------------------- | ----- | --------------- |
| 15 | Inghilterra (bandiera) | D     | Nathan Smith    |
| 16 | Inghilterra (bandiera) | D     | Danny Pugh      |
| 17 | Inghilterra (bandiera) | C     | Idris Kanu      |
| 18 | Inghilterra (bandiera) | C     | Michael Tonge   |
| 19 | Inghilterra (bandiera) | A     | Louis Dodds     |
| 20 | Inghilterra (bandiera) | C     | Brendon Daniels |
| 21 | Inghilterra (bandiera) | D     | Theo Vassell    |
| 22 | Inghilterra (bandiera) | A     | Dior Angus      |
| 23 | Inghilterra (bandiera) | P     | Ryan Boot       |
| 24 | Inghilterra (bandiera) | D     | Nathan Smith    |
| 25 | Inghilterra (bandiera) | D     | Charlie Walford |
| 26 | Inghilterra (bandiera) | P     | Joe Slinn       |
| 36 | Inghilterra (bandiera) | C     | Harry Benns     |

### Rosa 2017-2018
Aggiornato al 2 febbraio 2018.
| N. |                        | Ruolo | Calciatore       |
| -- | ---------------------- | ----- | ---------------- |
| 1  | Inghilterra (bandiera) | P     | Rob Lainton      |
| 2  | Inghilterra (bandiera) | D     | Callum Howe      |
| 3  | Scozia (bandiera)      | D     | Zak Jules        |
| 4  | Inghilterra (bandiera) | D     | Charlie Raglan   |
| 5  | Inghilterra (bandiera) | D     | Joe Davis        |
| 6  | Inghilterra (bandiera) | D     | Antony Kay       |
| 7  | Inghilterra (bandiera) | C     | Marcus Harness   |
| 8  | Inghilterra (bandiera) | C     | Danny Pugh       |
| 9  | Inghilterra (bandiera) | A     | Tom Pope         |
| 10 | Inghilterra (bandiera) | C     | David Worrall    |
| 11 | Colombia (bandiera)    | C     | Cristian Montano |
| 12 | Inghilterra (bandiera) | P     | Sam Hornby       |
| 14 | Inghilterra (bandiera) | A     | Tyrone Barnett   |
| 15 | Inghilterra (bandiera) | A     | Anton Forrester  |
| 16 | Inghilterra (bandiera) | D     | Adam Yates       |
| 17 | Inghilterra (bandiera) | C     | Chris Regis      |
| 18 | Galles (bandiera)      | A     | Billy Reeves     |

| N. |                        | Ruolo | Calciatore      |
| -- | ---------------------- | ----- | --------------- |
| 20 | Irlanda (bandiera)     | D     | Graham Kelly    |
| 21 | Inghilterra (bandiera) | D     | James Gibbons   |
| 22 | Inghilterra (bandiera) | A     | Dior Angus      |
| 23 | Inghilterra (bandiera) | P     | Ryan Boot       |
| 24 | Inghilterra (bandiera) | D     | Nathan Smith    |
| 25 | Inghilterra (bandiera) | D     | Charlie Walford |
| 26 | Inghilterra (bandiera) | P     | Joe Slinn       |
| 27 | Inghilterra (bandiera) | D     | Luke Dennis     |
| 28 | Inghilterra (bandiera) | A     | Donovan Wilson  |
| 29 | Inghilterra (bandiera) | C     | Mike Calveley   |
| 30 | Paesi Bassi (bandiera) | C     | Kjell Knops     |
| 31 | Inghilterra (bandiera) | C     | Ben Whitfield   |
| 32 | Inghilterra (bandiera) | C     | Michael Tonge   |
| 33 | Inghilterra (bandiera) | D     | Kyle Howkins    |
| 34 | Inghilterra (bandiera) | C     | Luke Hannant    |
| 35 | Inghilterra (bandiera) | C     | Harry Middleton |

### Stagioni precedenti
- Port Vale Football Club 2011-2012
- Port Vale Football Club 2013-2014
- Port Vale Football Club 2014-2015
- Port Vale Football Club 2016-2017